# Regiões de Queensland

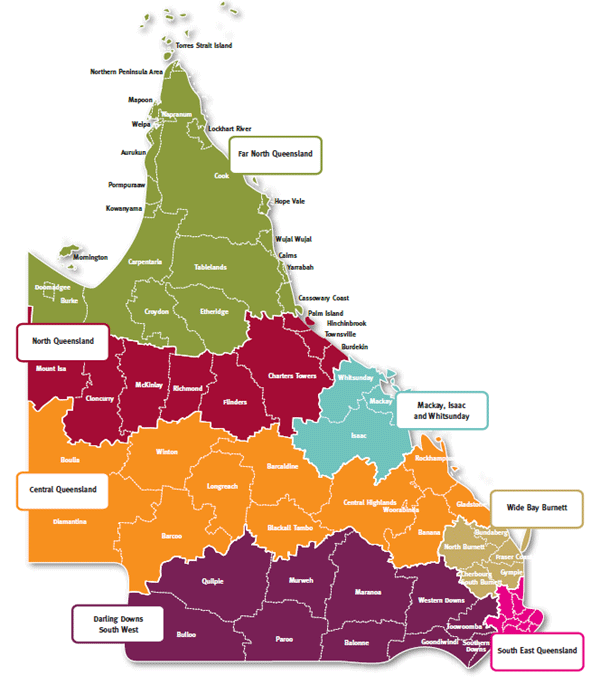
Regiões de Queensland

Cidades e estradas em Queensland

As regiões de Queensland se referem às áreas geográficas do estado australiano de Queensland. Devido ao seu grande tamanho e população descentralizada, o estado é frequentemente dividido em regiões para fins estatísticos e administrativos. Cada região varia um pouco em termos de economia, demografia, clima, geografia, flora e fauna. As percepções e definições culturais e oficiais das várias regiões diferem um pouco, dependendo da agência governamental ou do grupo popular pelo qual estão sendo aplicadas.

## Regiões
Vários departamentos do governo do estado de Queensland adotam diferentes definições de regiões para fins administrativos. O governo de Queensland, Comércio e investimento, define sete regiões. Estes são as regiões aproximadamente de sul para o norte:
- Sudeste de Queensland
- Darling Downs
- Wide Bay–Burnett
- Centro de Queensland
- Mackay, Isaac e Whitsunday
- Norte de Queensland
- Extremo Norte de Queensland

Também podem existir regiões menores nessas regiões definidas, como as Ilhas do Estreito de Torres, Ilhas Whitsunday e Sudoeste de Queensland.

## Sudeste de Queensland

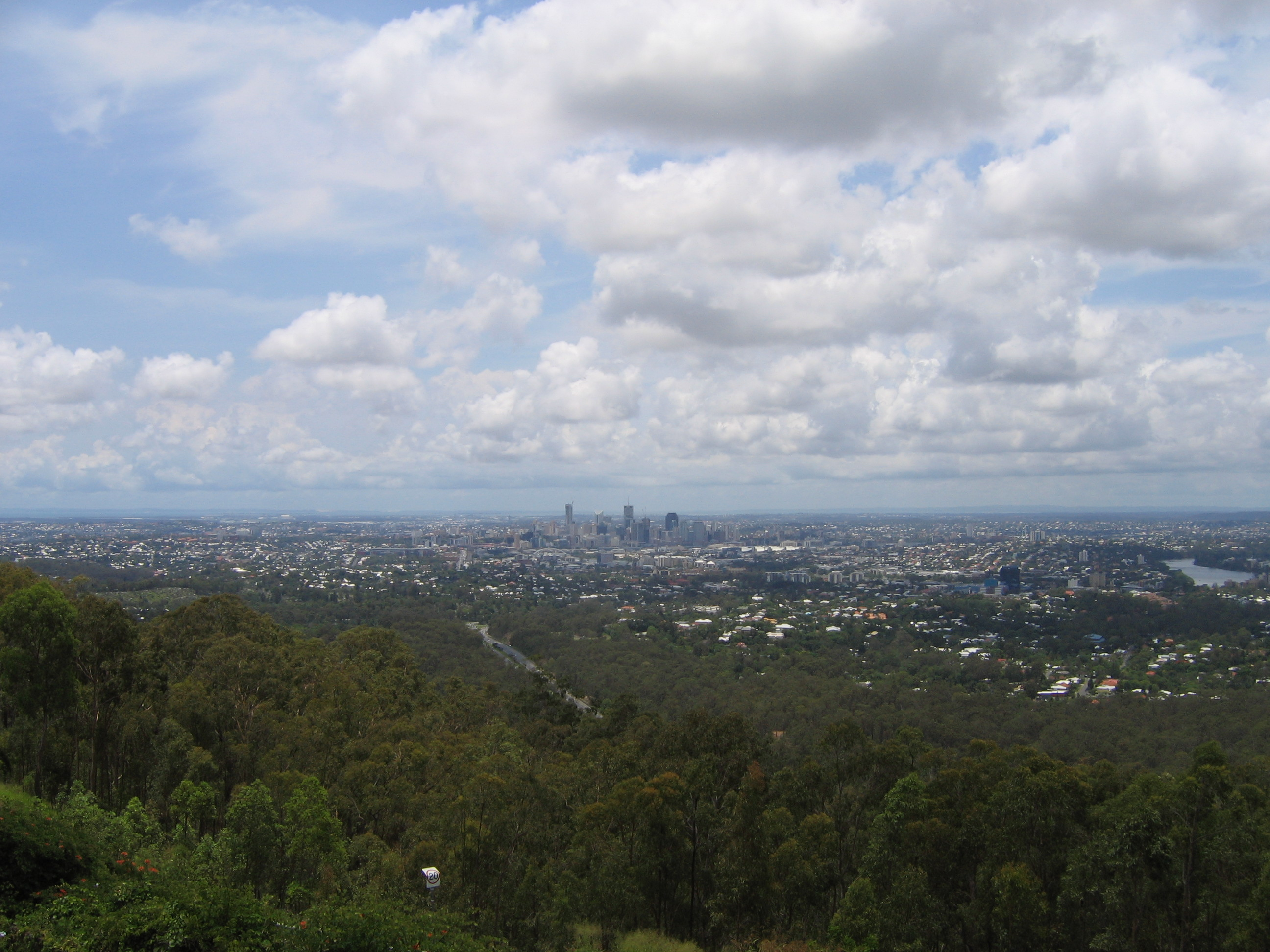
Brisbane é a maior cidade da região Sudeste de Queensland e do estado de Queensland

O sudeste de Queensland é geralmente considerado uma região única. A região tem uma população de 3.500.000 pessoas, ou 72% da população do estado. A área contém Brisbane, capital do estado, bem como Logan City, Gold Coast, Sunshine Coast, Ipswich e Lockyer Valley. A região é o principal centro administrativo e comercial e o foco do turismo em Queensland.
A região de Brisbane compreende a maior área metropolitana de Brisbane, centralizada na cidade de Brisbane e também incluindo as áreas do governo local de Logan, Redland, Moreton Bay e Ipswich. A área metropolitana tem uma população de 2.360.241 (2016). É o principal centro comercial e administrativo do estado e contém o maior aeroporto doméstico e internacional do estado.
Gold Coast e Sunshine Coast, localizadas ao sul e norte de Brisbane, respectivamente, são duas das regiões turísticas mais populares de Queensland, contendo muitos hotéis e resorts. Cada região possui um aeroporto que atende principalmente turistas. As demais partes da região estão localizadas no interior, a oeste de Brisbane, e são principalmente rurais.

## Darling Downs e Sudoeste de Queensland

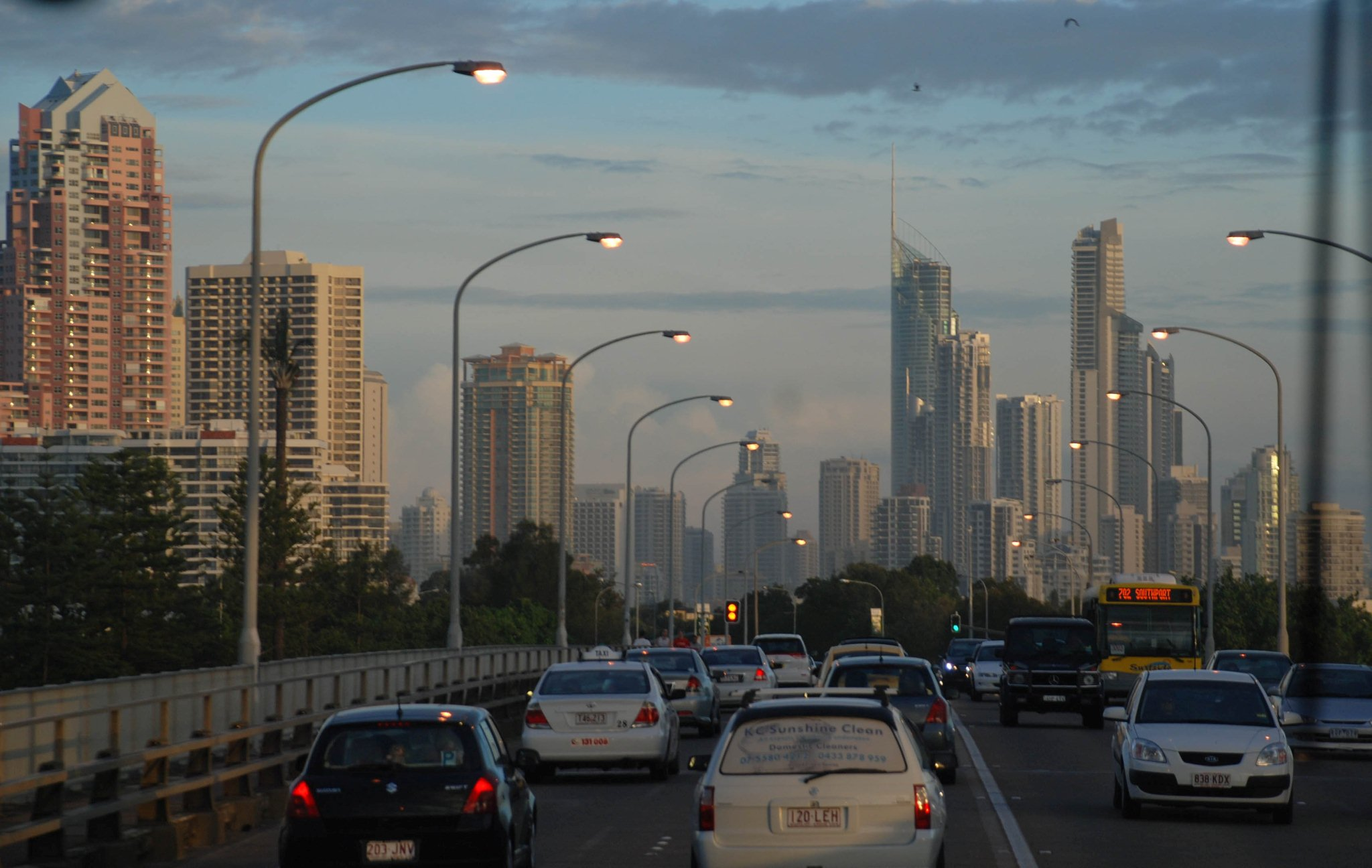
Gold Coast

As região de Darling Downs e do Sudoeste de Queensland (por vezes consideradas regiões diferentes) está localizada a cerca de 160 quilômetros a oeste de Brisbane e faz fronteira com os estados de Nova Gales do Sul e Austrália Meridional. A região consiste na área agrícola fértil a oeste da Grande Cordilheira Divisória e ao sul da fronteira do estado de Nova Gales do Sul, centralizada na cidade de Toowoomba. Possui uma área de 410.129 quilômetros quadrados e contém as áreas do governo local de Toowoomba, Goondiwindi, Southern Downs, Western Downs, Maranoa, Balonne, Bulloo, Murweh, Paroo e Quilpie. Em 2008, a região tinha uma população de 257.749 habitantes. As atividades econômicas incluem criação de gado, cultivo de algodão e extração de recursos naturais, como mineração de gás natural e opala.

## Wide Bay–Burnett

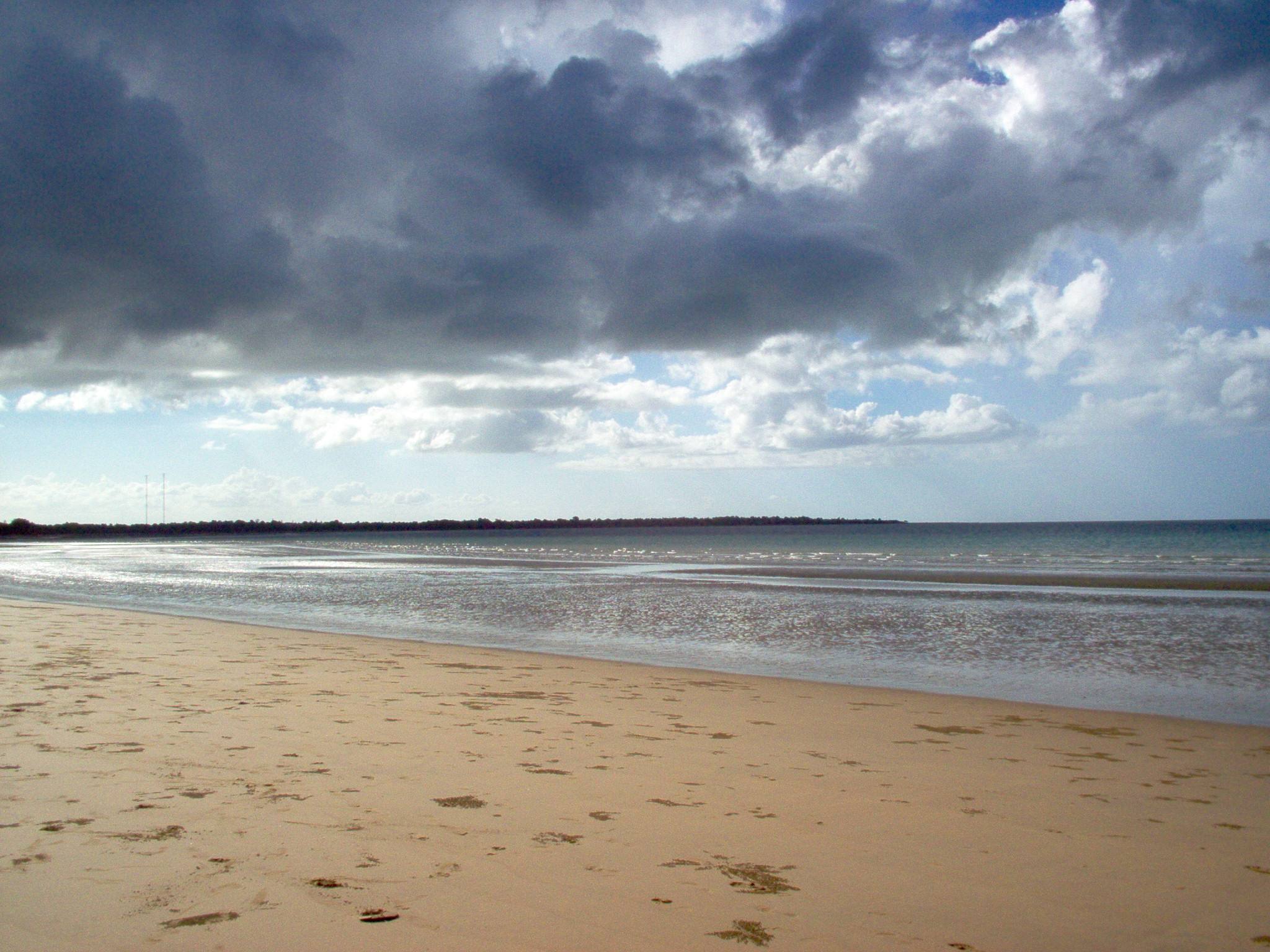
Hervey Bay faz parte da região de Wide Bay – Burnett

A região de Wide Bay–Burnett está localizada a nordeste de Darling Downs e ao norte de Sunshine Coast, cobrindo uma região de 52.377 quilômetros quadrados. Consiste nas áreas do governo local de Bundaberg, Fraser Coast, Gympie, North Burnett e South Burnett. Os principais centros incluem Bundaberg, Gympie, Hervey Bay, Kingaroy e Maryborough. A área é rica em fazendas e usinas de cana-de-açúcar e possui uma indústria de turismo significativa - inclui a Ilha Fraser, um popular destino turístico e a maior ilha de areia do mundo. Sua população em 2008 era de 276.752.

## Centro de Queensland
A região do Centro de Queensland faz fronteira com a Austrália Meridional e com o Território do Norte e contém os principais centros de Rockhampton e Gladstone, as áreas costeiras e os populares destinos de férias Yeppoon, Agnes Water e 1770, além das áreas mais a oeste de Barcaldine, Barcoo, Blackall-Tambo, Boulia, Diamantina, Longreach e Winton. Apesar de sua vasta área de 497.714 quilômetros quadrados, ela tinha apenas uma população de 200.172 habitantes em 2008. A economia da região é fortemente dominada pela mineração de carvão e pela criação de gado. Uma grande fundidora de alumínio está localizada em Gladstone.

### Mackay, Isaac & Whitsunday
A região de Mackay, Isaac e Whitsunday está centralizada na cidade costeira de Mackay e se estende por cerca de 300 quilômetros para o interior. Ela contém o grupo das Ilhas Whitsunday e as cidades costeiras de Proserpine, Bowen e Sarina. As áreas costeiras são densamente cobertas por fazendas de cana-de-açúcar, enquanto as áreas interiores menos densamente povoadas têm várias comunidades de mineração.

## Norte de Queensland
A região do Norte Queensland é uma região costeira centralizada na cidade de Townsville e na cidade secundária secundária de Mount Isa. Townsville é o local de um grande porto marítimo que lida com exportações de minas no Monte Isa e exportações de gado de áreas costeiras e interiores. A região também contém um terminal de exportação de açúcar a granel em Lucinda, no norte da região. Outras cidades do interior incluem Charters Towers e Cloncurry, e as cidades costeiras de Ayr, Home Hill e Ingham.

## Extremo Norte de Queensland

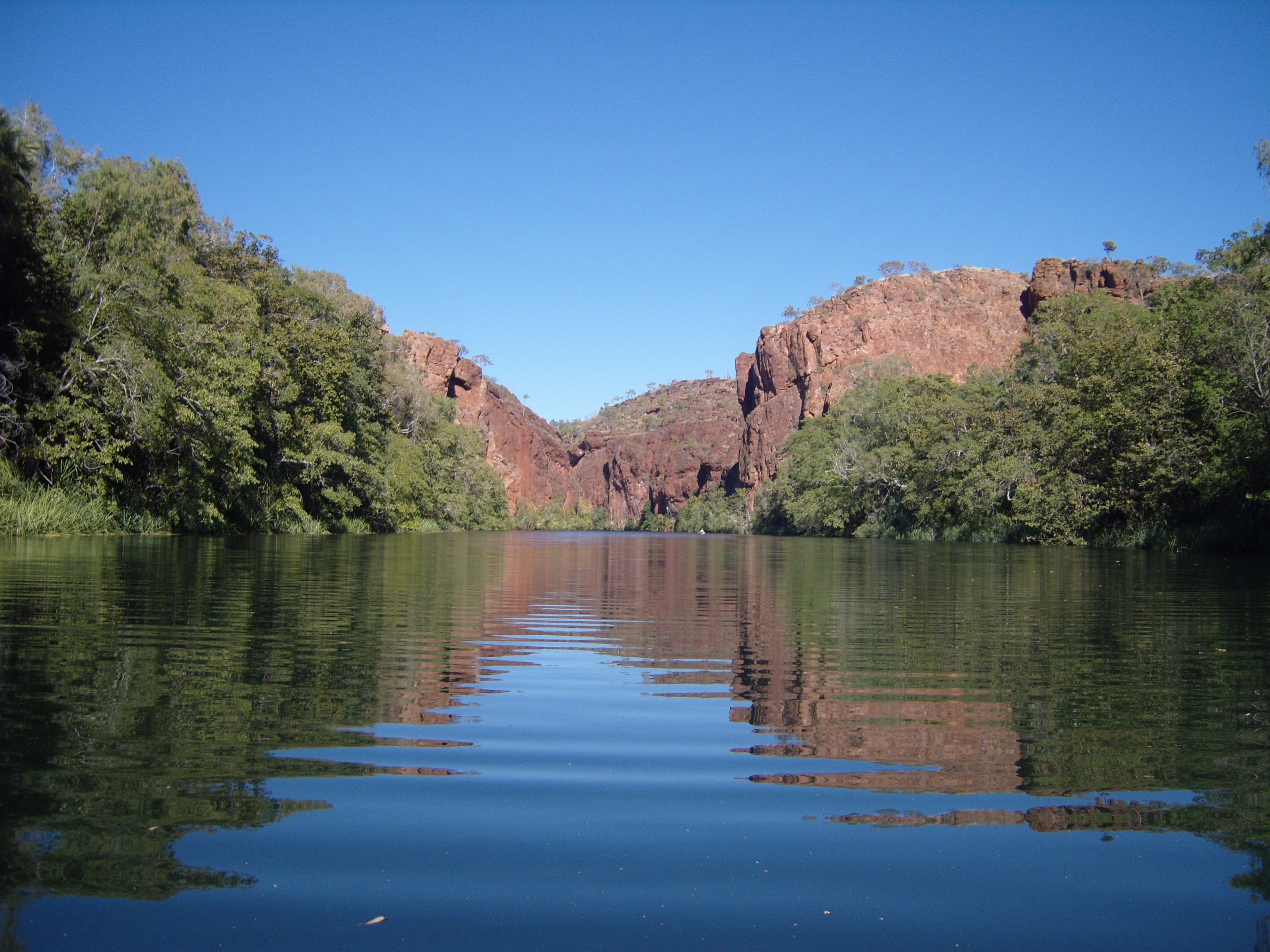
Desfiladeiro de Lawn Hill no Parque Nacional Boodjamulla

A região do Extremo Norte é a maior região de Queensland, cobrindo 22% da área do estado, e inclui a Península do Cabo York, o Estreito de Torres e o Golfo de Carpentaria. A principal população e centro administrativo da região está localizada em Cairns. Outros centros populacionais importantes incluem Cooktown, Atherton Tableland, Weipa, Normanton e Thursday Island. A região também consiste em muitas comunidades aborígines e agrícolas. A região abrange uma área de 380.748,3 quilômetros quadrados e em 2012 a população da região era de 301.256 dos quais 146.778 viviam em Cairns. Indústrias significativas incluem turismo, pastoreio de gado, agricultura (cana-de-açúcar e frutas tropicais) e mineração de areia e bauxita.

## Outras definições
Outros nomes para regiões estão em uso popular, por exemplo, por diferentes agências governamentais e em vários mapas regionais de Queensland. O estado também contém regiões menores entre as discutidas acima, que não são necessariamente usadas para fins estatísticos, mas são distintas em termos de geografia, economia ou características demográficas. Essas regiões em Queensland incluem:
- Queensland Tropical – a área do estado a norte de 23,5 graus sul.
- Norte de Queensland Tropical – uma área tropical de Queensland que geralmente inclui o Extremo Norte de Queensland e, às vezes, também o Norte de Queensland.
- O Outback – refere-se geralmente às regiões áridas do interior da Austrália.
- Ilhas Whitsunday – um grupo de ilhas na região de Mackay. Um destino turístico popular, o nome geralmente inclui a comunidade costeira de Airlie Beach, e às vezes também Proserpine.
- Ilhas do Estreito de Torres – grupo de ilhas entre a ponta norte de Queensland e a Papua-Nova Guiné.
- Mesetas de Atherton – um distrito agrícola fértil no interior de Cairns, no Extremo Norte de Queensland.
- Cinturão de Granito – uma área do Sudeste de Queensland, centrada na cidade de Stanthorpe.
- Border Rivers – uma área perto da fronteira de Nova Gales do Sul com Queensland.
- Costa de Capricórnio – uma seção da costa central de Queensland, perto do Trópico de Capricórnio.
- Maranoa – um distrito que às vezes é chamado de Western Darling Downs, no Sudoeste de Queensland.
- Marlin Coast – uma área costeira centralizada em Cairns.
- Golfo Country – a área em torno de Mount Isa.